# Lina Sjöberg
Lina Sjöberg (ur. w 1993 r. w Vaksale) – szwedzka gimnastyczka występujący w skokach na mini trampolinie, mistrzyni świata i Europy.
Zdobyła brązowy medal w skokach na mini trampolinie na World Games 2017 we Wrocławiu. W finale lepsze okazały się reprezentantki Stanów Zjednoczonych Paige Howard i Kanady Tamara O'Brien. Na mistrzostwach świata w Petersburgu zdobyła złoty medal w skokach na mini trampolinie, ustanawiając nowy rekord z wynikiem 72,100 pkt. Wcześniej dwukrotnie zdobywała srebrny medal w 2015 i 2017 roku. W 2019 roku na mistrzostwach świata w Tokio obroniła tytuł w skokach na podwójnej mini trampolinie.